# راسک (تگزاس)
راسک، تگزاس(به انگلیسی: Rusk, Texas) شهری در ایالت تگزاس از ایالات جنوبی ایالات متحده آمریکا است. در سرشماری سال ۲۰۰۰، جمعیت این شهر ۵۱۹۱ نفر اعلام شد.